# Šaľa (distrito)
O Distrito de Šaľa (eslovaco: Okres Šaľa) é uma unidade administrativa da Eslováquia Meridional, situado na Nitra (região), com 54.000 habitantes (em 2001) e uma superficie de 356 km². Sua capital é a cidade de Šaľa.

## Demografia
| Ano:        | 1994   | 2004   | 2014   | 2024   |
| ----------- | ------ | ------ | ------ | ------ |
| Broj ljudi: | 54 540 | 54 110 | 52 780 | 49 971 |
| Razlika:    |        | -0,78% | -2,45% | -5,32% |

| Ano:               | 2023   | 2024   |
| ------------------ | ------ | ------ |
| Número de pessoas: | 50 384 | 49 971 |
| Diferença:         |        | -0,81% |

## Cidades
- Šaľa

## Municípios
- Diakovce
- Dlhá nad Váhom
- Hájske
- Horná Kráľová
- Kráľová nad Váhom
- Močenok
- Neded
- Selice
- Tešedíkovo
- Trnovec nad Váhom
- Vlčany
- Žihárec